# Референдумы в Швейцарии (1963)
Референдумы в Швейцарии проходили 26 мая и 8 декабря 1963 года. Майский референдум проходил по гражданской инициативе, предлагающей дать избирателям право решать вопрос о ядерном оружии в Вооружённых силах Швейцарии. Предложение было отклонено. В декабре прошли референдумы по федеральной резолюции о продолжении правительственных финансовых планов и по конституционной поправке о стипендиях и образовательных грантах. Оба были одобрены.

## Результаты

### Май: Инициатива по ядерному оружию
| Выбор                                | Общее голосование | Общее голосование | Кантоны | Кантоны | Кантоны |
| Выбор                                | Голосов           | %                 | Полных  | Полу-   | Всего   |
| ------------------------------------ | ----------------- | ----------------- | ------- | ------- | ------- |
| За                                   | 274 061           | 37,8              | 4       | 1       | 4,5     |
| Против                               | 451 238           | 62,2              | 15      | 5       | 17,5    |
| Пустых бюллетеней                    | 16 783            | –                 | –       | –       | –       |
| Недействительных бюллетеней          | 1 387             | –                 | –       | –       | –       |
| Всего                                | 743 469           | 100               | 19      | 6       | 22      |
| Зарегистрированных избирателей/ Явка | 1 523 595         | 48,8              | –       | –       | –       |
| Источник: Nohlen & Stöver            |                   |                   |         |         |         |

### Декабрь: Конституционная поправка об образовательных грантах
| Выбор                                | Общее голосование | Общее голосование | Кантоны | Кантоны | Кантоны |
| Выбор                                | Голосов           | %                 | Полных  | Полу-   | Всего   |
| ------------------------------------ | ----------------- | ----------------- | ------- | ------- | ------- |
| За                                   | 479 987           | 78,5              | 19      | 6       | 22      |
| Против                               | 131 644           | 21,5              | 0       | 0       | 0       |
| Пустых бюллетеней                    | 27 400            | –                 | –       | –       | –       |
| Недействительных бюллетеней          | 909               | –                 | –       | –       | –       |
| Всего                                | 639 940           | 100               | 19      | 6       | 22      |
| Зарегистрированных избирателей/ Явка | 1 532 921         | 41,7              | –       | –       | –       |
| Источник: Nohlen & Stöver            |                   |                   |         |         |         |

### Декабрь: Федеральная резолюция о финансах
| Выбор                                | Общее голосование | Общее голосование | Кантоны | Кантоны | Кантоны |
| Выбор                                | Голосов           | %                 | Полных  | Полу-   | Всего   |
| ------------------------------------ | ----------------- | ----------------- | ------- | ------- | ------- |
| За                                   | 474 786           | 77,6              | 19      | 6       | 22      |
| Против                               | 136 970           | 22,4              | 0       | 0       | 0       |
| Пустых бюллетеней                    | 28 142            | –                 | –       | –       | –       |
| Недействительных бюллетеней          | 970               | –                 | –       | –       | –       |
| Всего                                | 640 868           | 100               | 19      | 6       | 22      |
| Зарегистрированных избирателей/ Явка | 1 532 921         | 41,8              | –       | –       | –       |
| Источник: Nohlen & Stöver            |                   |                   |         |         |         |